# (1186) Turnera
(1186) Turnera ist ein Asteroid des Hauptgürtels, der am 1. August 1929 vom südafrikanischen Astronomen Cyril V. Jackson in Johannesburg entdeckt wurde. 
Der Name des Asteroiden wurde zu Ehren des britischen Astronomen Herbert Hall Turner gewählt.